# 亨特利 (密蘇里州)
亨特利（英語：Huntleigh）是位於美國密蘇里州聖路易斯縣的城市。

## 人口
根據2020年美國人口普查的數據，亨特利的面積為2.57平方千米，皆為陸地。當地共有人口361人，而人口密度為每平方千米140人。